# Serafín Cimino
Serafino Cimino OFM (3 de octubre de 1873-4 de mayo de 1928) fue un prelado italiano de la Iglesia Católica que dirigió a los franciscanos y luego sirvió en el servicio diplomático de la Santa Sede.

## Biografía
Nacido como Antonio Cimino el 3 de octubre de 1873 en Capri, Italia, tomó el nombre de Serafino como miembro de la Orden de los Frailes Menores y fue ordenado sacerdote en 1898.
Impartió clases en el Ateneo Antoniano de Roma. Durante dos años realizó labor pastoral entre los inmigrantes italianos en Nueva York. De 1915 a 1921 se desempeñó como Ministro General de la Orden de los Frailes Menores. Estuvo al frente de la Custodia de Tierra Santa de 1915 a 1918. Como tal, visitó Constantinopla y obtuvo garantías de seguridad para la Custodia. Como superior general, visitó las provincias franciscanas de Europa y fue el primer general en visitar también las Américas.
El 18 de diciembre de 1924, el Papa Pío XI lo nombró arzobispo titular de Cirro y Delegado Apostólico en México. Recibió su consagración episcopal del cardenal Gaetano de Lai el 11 de enero de 1925. Llegó a México el 1 de abril y partió hacia los Estados Unidos para recibir tratamiento médico el 15 de mayo. Unas semanas después solicitó una visa para volver a entrar a México. El gobierno, entonces ferozmente anticlerical, no le permitió regresar. Cimino se quedó en los EE. UU. durante varios meses antes de regresar a Roma.
El 13 de abril de 1926, el Papa Pío lo nombró Nuncio Apostólico en Perú.
Cimino murió a bordo de un barco en ruta a Italia el 4 de mayo de 1928 a la edad de 54 años.